# Большой Шатле

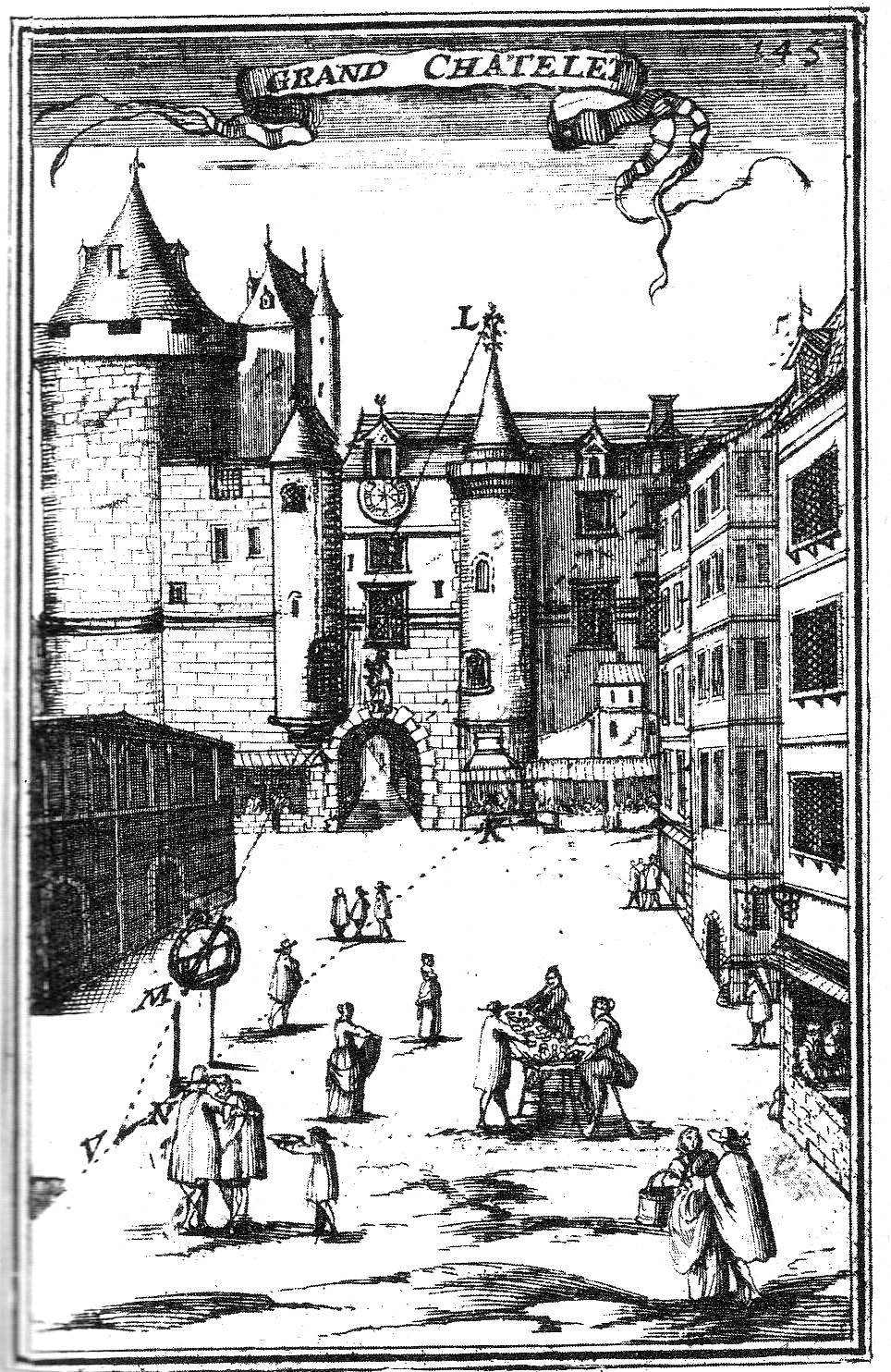
Большой Шатле (1650)

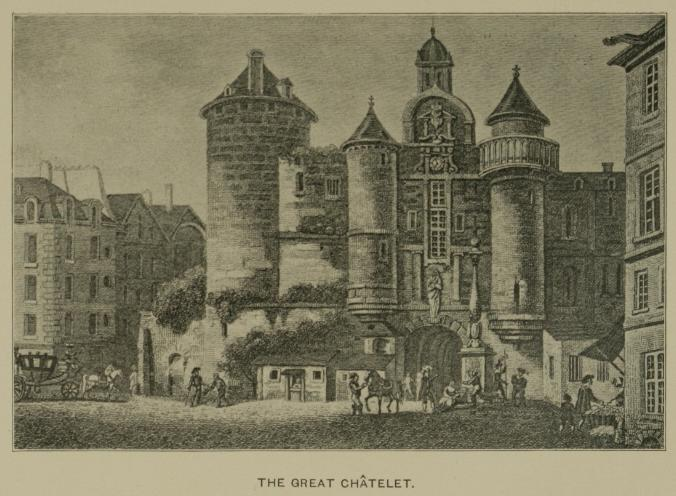
Большой Шатле (реконструкция 1897)

Большой Шатле́ (фр. Grand Châtelet de Paris) — замок в Париже, охранявший в Средние века подходы к мосту Гран-Пон (Большой мост) через Сену, позднее — известнейшая парижская тюрьма.

## История
Французское название Châtelet происходит от латинского слова castrum, означающего крепость, замок. До IX столетия Париж имел лишь деревянные крепостные стены на острове Сите. Оба моста, соединявших остров Сите с окружающей местностью, издревле защищали две деревянные башни. После нападений на Париж в конце IX столетия норманнов старый римский каменный мост через Сену (на месте нынешнего моста Нотр-Дам) заменяется другим, новым мостом, построенным на 150 метров ниже по течению (Гран-Пон, ныне мост Менял). Возле него, на севере Сите, возводится крепость, получившая название Большой Шатле. На юге Сите, у Малого моста, возводится Малый Шатле.
Через 300 лет, в начале XIII века, по приказу короля Филиппа II Августа, вокруг Парижа возводятся новые оборонительные стены. В связи с этим своё стратегическое значение Большой Шатле утратил. Король отреставрировал его старое здание и передал в распоряжение парижского прево, который сделал из замка управление городской юстиции и свою резиденцию. В последующие годы Большой Шатле использовался также как место заключения преступников.
Большой Шатле представлял собой здание квадратной формы с большим двором в середине и двумя башнями, выходившими в сторону пригородов. В мае 1783 года в тюрьме Большого Шатле находилось 305 заключённых, в мае 1790 года — 350, известных как опасные уголовные преступники. Когда 13 июля 1789 года восставший народ в Париже штурмовал королевские тюрьмы, Большой Шатле остался в неприкосновенности. 25 августа 1790 года суд в Большом Шатле был распущен, его работа была окончена 24 января 1791 года. В то же время тюрьма в нём была сохранена. Во время волны революционного террора в сентябре 1792 года здесь находились 269 заключённых, из которых казнены были 215—220 человек. Все они были уголовниками, не имевшими ничего общего с аристократами-контрреволюционерами.
Тюрьма Большой Шатле была снесена в 1802 году по указанию Наполеона. На освободившемся месте ныне находится площадь Шатле.